# Marc Mazza
Marc Mazza, pseudonimo di Marc Mazzacurati (Parigi, 18 aprile 1938), è un attore francese.

## Biografia
Di origini italiane, ha iniziato la carriera cinematografica prendendo parte al film OSS 117 segretissimo (1963). Successivamente è apparso in 22 altri film, soprattutto western e polizieschi, fino a terminare la carriera nel 1993.

## Filmografia

### Cinema
- OSS 117 segretissimo (OSS 117 se déchaîne), regia di André Hunebelle (1963)
- Crisantemi per un delitto (Les Félins), regia di René Clément (1964)
- L'uomo venuto dalla pioggia (Le passager de la pluie), regia di René Clément (1970)
- Fuori il malloppo (Popsy Pop), regia di Jean Herman (1971)
- L'attentato (L'attentat), regia di Yves Boisset (1972)
- Il grande duello, regia di Giancarlo Santi (1972)
- Il clan del quartiere latino (Sans sommation), regia di Bruno Gantillon (1973)
- Revolver, regia di Sergio Sollima (1973)
- Il mio nome è Nessuno, regia di Tonino Valerii (1973)
- Tutta una vita (Toute une vie), regia di Claude Lelouch (1974)
- Il fantasma della libertà (Le fantôme de la liberté), regia di Luis Buñuel (1974)
- Giochi di fuoco (Le jeu avec le feu), regia di Alain Robbe-Grillet (1975)
- Moonraker - Operazione spazio (Moonraker), regia di Lewis Gilbert (1979)
- Ella, une vraie familie, regia di Michka Gorki (1980)
- Alzati spia (Espion, lève-toi), regia di Yves Boisset (1982)
- Game over, regia di Bernard Villiot (1984)
- La tribù, regia di Yves Boisset (1991)

### Televisione
- Routabille (1966)
- Saint-Just ou La force des choses, regia di Pierre Cardinal (1975)
- Quatre femmes, quatre vies: Des chandails pour l'hiver, regia di Mark Marino (1981)
- Mais qui arretera la pluie?, regia di Daniel Duval (1990)
- Les carnassiers, regia di Yves Boisset (1993)

## Doppiatori italiani
- Mario Erpichini in Il grande duello
- Gianfranco Bellini in Revolver
- Sergio Fiorentini in Il mio nome è Nessuno